# La Mulata
La Mulata är en ort i Mexiko.   Den ligger i kommunen Angel R. Cabada och delstaten Veracruz, i den sydöstra delen av landet, 400 km öster om huvudstaden Mexico City. La Mulata ligger 38 meter över havet och antalet invånare är 160.
Terrängen runt La Mulata är platt åt nordväst, men åt sydost är den kuperad. Runt La Mulata är det ganska tätbefolkat, med 96 invånare per kvadratkilometer. Närmaste större samhälle är Lerdo de Tejada, 11,7 km väster om La Mulata. Omgivningarna runt La Mulata är en mosaik av jordbruksmark och naturlig växtlighet.